# Inopeplus decisus
Inopeplus decisus là một loài bọ cánh cứng trong họ Salpingidae. Loài này được Walker miêu tả khoa học năm 1858.